# Hans Juhnke
Hans Juhnke (* 1. Oktober 1973) ist ein ehemaliger deutscher Footballspieler.

## Laufbahn
Der 1,98 Meter große Juhnke spielte 1999 in der Verteidigung der Berlin Thunder in der NFL Europe, in der Bundesliga zusätzlich für die Rüsselsheim Razorbacks (bis 2000), ab 2001 für die Düsseldorf Panther dann wieder in Rüsselsheim.
Mit der deutschen Nationalmannschaft wurde er im Jahr 2000 Zweiter der Europameisterschaft, im Jahr darauf gewann er mit der Mannschaft EM-Gold.
Ab 2003 war Juhnke Cheftrainer der Montabaur Fighting Farmers.